# Mažići
Mažići (Servisch cyrillisch Мажићи) is een plaats in de Servische gemeente Priboj. De plaats telt 261 inwoners (2002).